# 司馬芝叟
司馬 芝叟（しば しそう、1760年? － 1808年?）は、江戸時代の天明〜文化年間に、おもに大坂で活動した浄瑠璃作者。芝屋勝助の名で歌舞伎も手がけ、さらに別名でも活動し、長咄などの作者や講談師としても活動した。

## 経歴
出身については、諸説がある。
1783年（天明3年）に江戸肥前座で上演された浄瑠璃『石田詰将棋軍配（いしだづめしょうぎのぐんばい）』に、し葉叟という名義で合作者として名を連ねたのが作者としての活動の最初とされる。1788年（天明8年）に筒井半平らと合作した浄瑠璃『花上野誉石碑（はなのうえのほまれのいしぶみ）』が江戸肥前座で評判となる。
その後、大坂へ移り、1801年（享和元年）初演の『箱根霊験躄仇討（はこねれいげんいざりのあだうち）』など多くの浄瑠璃を手がけた。歌舞伎『生写朝顔話（しょううつしあさがおばなし）』（『朝顔日記』）の元となった長咄『蕣（あさがお）』の作者、演者としても知られた。